# スルターン・ムハンマド・クトゥブ・シャー

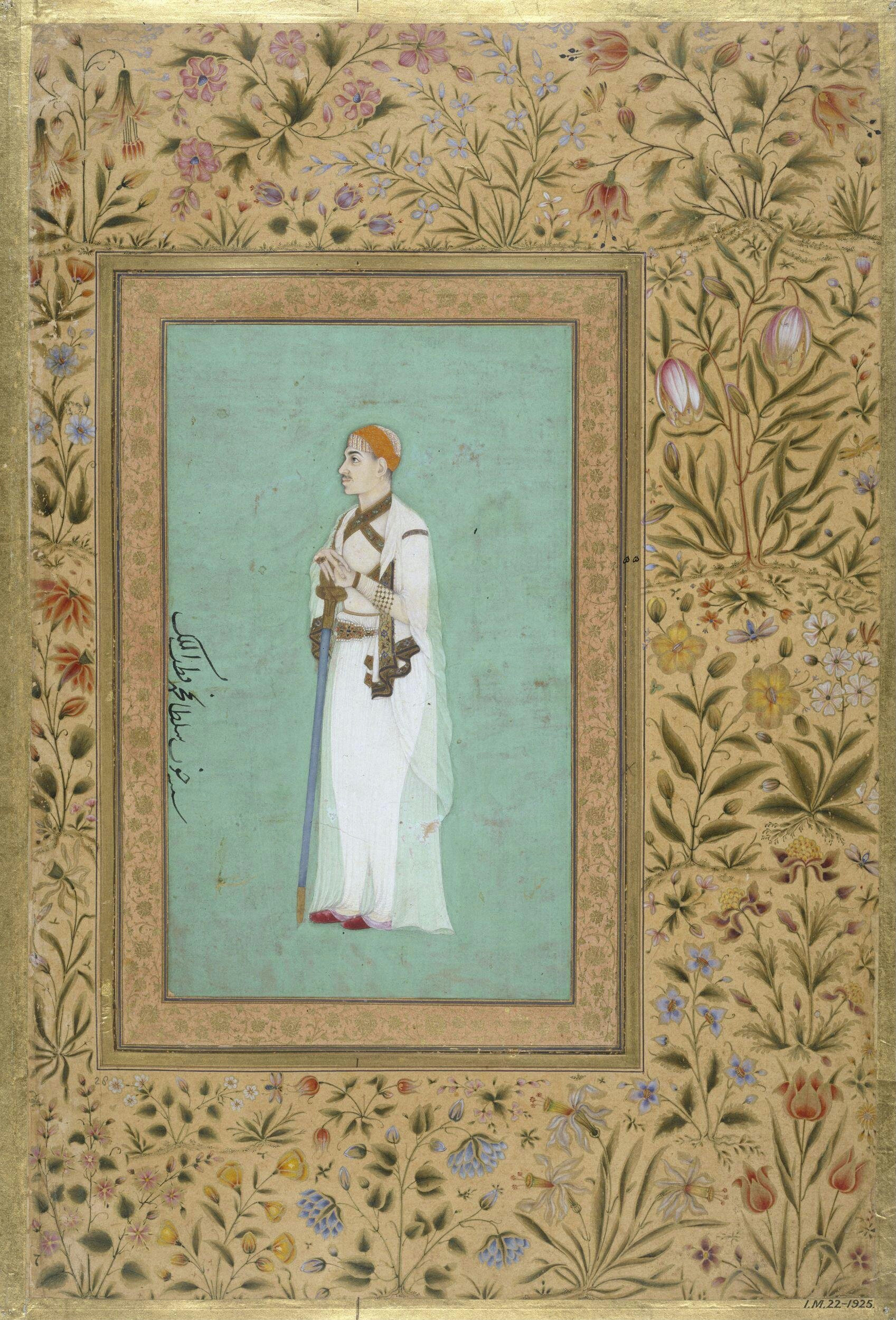
スルターン・ムハンマド・クトゥブ・シャー

スルターン・ムハンマド・クトゥブ・シャー（Sultan Muhammad Qutb Shah, 1593年 - 1626年）は、ゴールコンダ王国の第6代の王（在位1612年 - 1626年）。
第5代の王ムハンマド・クリー・クトゥブ・シャーの甥であると同時に娘婿でもある。宗教の造詣が非常に深い一徹な学者であり、また宗教関係の本に関する評論家でもあった。
1614年にヴィジャヤナガル王ヴェンカタ2世が死ぬと、王族間の内乱にも介入するなど、ヴィジャヤナガル王国に対しての圧迫を強めている（トップールの戦いなど）。
1617年に、王国の第一モスクとしてメッカ・マスジドと、新しい都市スルターンナガルの建設に着手した。これらは彼の存命中には完成しなかったが、ゴールコンダ王国年代記は彼の治世中に完成している。